# Platyoides mailaka
Platyoides mailaka är en spindelart som beskrevs av Norman I. Platnick 1985. Platyoides mailaka ingår i släktet Platyoides och familjen Trochanteriidae.
Artens utbredningsområde är Madagaskar. Inga underarter finns listade i Catalogue of Life.